# Myrmekiocellio squamatus
Myrmekiocellio squamatus là một loài chân đều trong họ Bathytropidae. Loài này được Verhoeff miêu tả khoa học năm 1936.